# Rubiner safirer krystaller
Rubiner safirer krystaller er det 20. studiealbum af den danske sangerinde og sangskriver Anne Linnet, der udkom den 22. marts 2024 på Sony Music.
På albummet fortolker Anne Linnet andre kunstneres sange, heriblandt Swan Lee, Suspekt og Sivas. Albummet udsprang af Anne Linnets deltagelse i TV 2-programmet Toppen af Poppen, hvor Anne Linnet fortolkede Medina, Peter Sommer, Dopha, Jonah Blacksmith og Mekdes. Efter at have deltaget i programmet fortsatte Anne Linnet med kunstnere hun selv havde valgt. Arbejdet med sangene bestod for Anne Linnet i at "skrælle alle lag af sangene, indstil de står tilbage i deres "kerneform"". Herefter så Anne Linnet på hvad der var det vigtige i sangene, samt hvad hun selv kunne tilføje "i tekstuniverset, i harmonierne og i hele det elektroniske univers".
Rubiner safirer krystaller er produceret af Annet Linnets sønner, Xander og Marcus Linnet, som også var med til at udvælge sangene. Anne Linnet har bevidst valgt at fortolke yngre kunstnere for at undgå nostalgi: "Det har været meget vigtigt for mig, at det skulle være fremadskuende. Både i lyden og i udvalget af kunstnere." Anne Linnet har oversat de engelske sange til dansk, og har ændret så meget i alle sangene at hun kan "mærke dem, som var det mine egne".

## Anmeldelser
Thomas Treo fra Ekstra Bladet gav albummet to ud af seks stjerner, og skrev at Anne Linnet "fremstår underligt stivbenet på kikset coveralbum". Han beskrev musikken som "lydtapet fra 1984" og med sin "underligt altmodisch sound med kølige keyboardflader og trommemaskiner fra storskrald er nærmest corny." Anderledes positiv var Gaffas anmelder Ole Rosenstand Svidt, der gav albummet fire ud af seks stjerner, og kaldte det for "et interessant frikvarter fra en veteran, der ikke behøver bevise noget". Han skrev at flere af sangene gav mindelser om Anne Linnets "80'er-plader med tykke synthflader og trommemaskiner", og fremhævede "Det' okay" som én af højdepunkterne.

## Spor
- Alle sange er produceret af Xander Linnet og Marcus Linnet; undtaget "Verdens mindste dør" produceret af Xander Linnet, Marcus Linnet og Lars Skjærbæk.

| #   | Titel                                      | Sangskriver(e)                                                                                     | Længde |
| --- | ------------------------------------------ | -------------------------------------------------------------------------------------------------- | ------ |
| 1.  | "Det' okay" (featuring Pernille Rosendahl) | Anne Linnet Xander Linnet Marcus Linnet Emil Jørgensen Jonas Struck Per Sunding Pernille Rosendahl | 3:08   |
| 2.  | "Jalousi"                                  | Medina Mads Møller Thor Nørgaard Theis Andersen                                                    | 3:10   |
| 3.  | "Byg en drøm" (featuring Suspekt)          | A. Linnet X. Linnet M. Linnet Rune Rask Emil Simonsen Andreas Duelund Olle Häggberg                | 4:19   |
| 4.  | "Solen skinner"                            | A. Linnet X. Linnet M. Linnet Sivas Hennedub                                                       | 3:44   |
| 5.  | "Den smukkeste dag"                        | A. Linnet X. Linnet M. Linnet Rasmus Hedegaard Benjamin Hav Lasse Joen Sørensen                    | 3:09   |
| 6.  | "Lyset & mørket"                           | A. Linnet X. Linnet Ben Legit                                                                      | 2:58   |
| 7.  | "Når stjernerne slukker"                   | Christina Mekdes Vinholt Pedersen                                                                  | 3:01   |
| 8.  | "Break Up"                                 | Sofie Daugaard Andersen Ludvig Hilarius Brygmann Karl-Frederik Hilarius Reichhardt                 | 2:53   |
| 9.  | "Verdens mindste dør"                      | Peter Sommer Lars Skjærbæk Klaus Q Hedegaard Nielsen                                               | 3:07   |
| 10. | "Monster"                                  | Morten Thorhauge Thomas Alstrup Simon Alstrup Jon Kjeldsen                                         | 3:09   |